# Nomorhamphus manifesta
Nomorhamphus manifesta är en fiskart som beskrevs av Meisner 2001. Nomorhamphus manifesta ingår i släktet Nomorhamphus och familjen Hemiramphidae. Inga underarter finns listade i Catalogue of Life.